# Lijst van burgemeesters van Pijnacker-Nootdorp
Dit is een lijst van burgemeesters van de Nederlandse gemeente Pijnacker-Nootdorp in de provincie Zuid-Holland sinds het samengaan van de gemeenten Pijnacker en Nootdorp in 2002:
| Ambtsperiode                   | Naam burgemeester        | Partij of stroming | Bijzonderheden |
| ------------------------------ | ------------------------ | ------------------ | -------------- |
| 2002                           | Jan (J.) Noorland        | VVD                | waarnemend     |
| 2002 - 15 juni 2014            | Rik (F.H.) Buddenberg    | CDA                |                |
| 25 juni 2014 - 16 januari 2022 | Francisca (F.) Ravestein | D66                | [ 1 ]          |
| 17 januari 2022 - heden        | Björn (B.D.) Lugthart    | partijloos         | [ 2 ]          |